# AA Tauri
AA Tauri är en ensam stjärna belägen i den norra delen av stjärnbilden Oxen. Den har en högsta skenbar magnitud av ca 12,2 och kräver ett teleskop för att kunna observeras. Baserat på parallax enligt Gaia Data Release 3 på ca 7,43 mas, beräknas den befinna sig på ett avstånd på ca 439 ljusår (135 parsek) från solen. Den rör sig bort från solen med en heliocentrisk radialhastighet på ca 17 km/s.

## Egenskaper
AA Tauri är en orange till gul stjärna i huvudserien av spektralklass K7 Ve, som är en eruptiv variabel av typen T Tauri. Den har en massa som är lika med ca 0,76 solmassa, en radie som är ca 1,81 solradie och utsänder energi från dess fotosfär motsvarande ca 0,8 gånger solen vid en effektiv temperatur av ca 4 100 K.

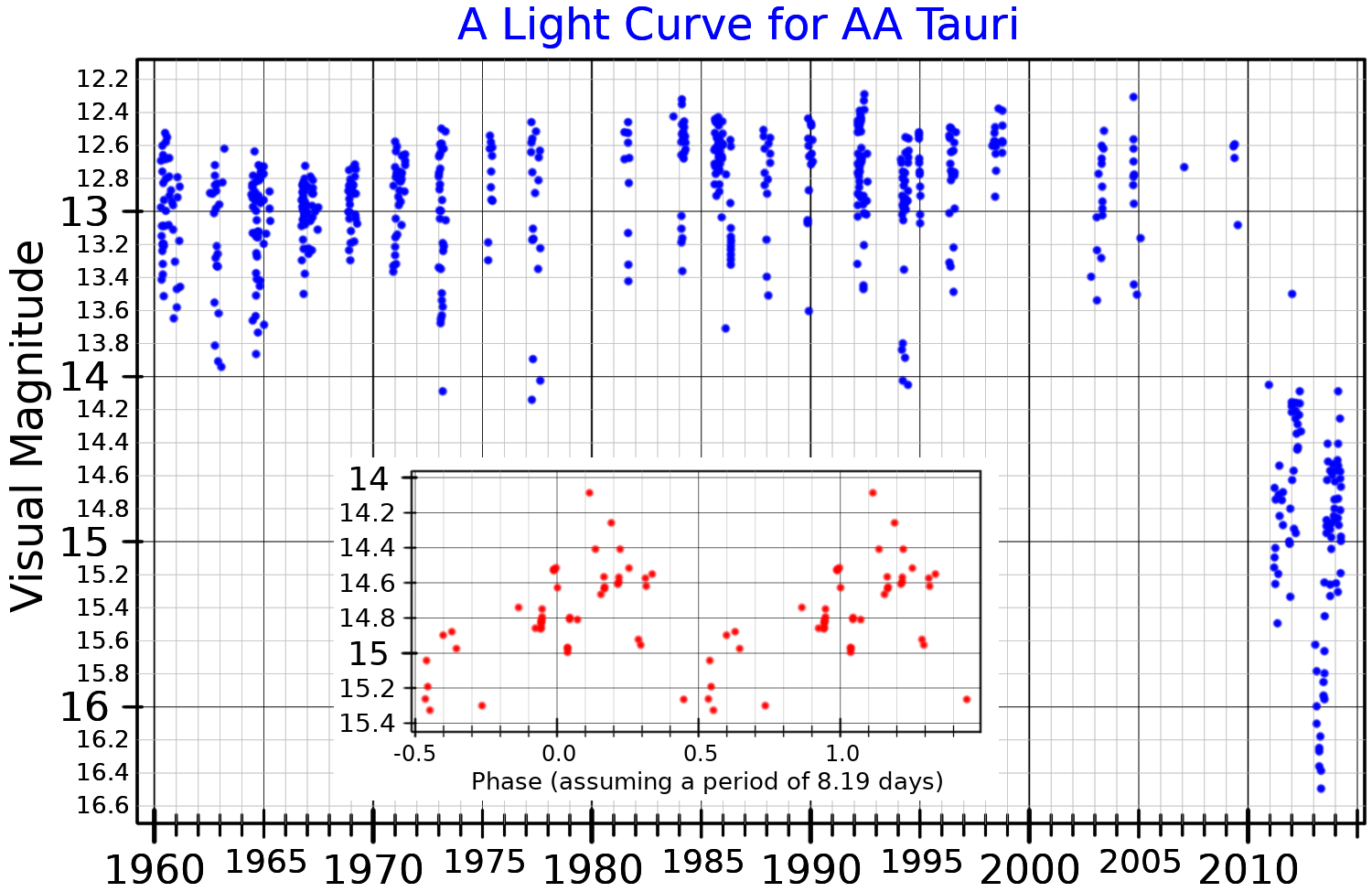
Ljuskurva i visuella bandet för AA Tauri, plottad från Bouvier et al. (2013) Huvuddiagrammet visar den långsiktiga variationen och det infällda diagrammet den periodiska variationen efter en dramatisk skymning 2011.

AA Tauri är en ung variabel stjärna belägen i den stjärnbildande regionen Taurus-Auriga. Den har en visuell magnitud som varierar från 12,2 ner till 16,1 och har variationer i ljusstyrka på en till två magnituder under en 8,2-dygnsperiod. Ljusstyrkan har beskrivits som "ungefär konstant, avbruten av kvasicykliska blekningsepisoder". De periodiska variationerna tillskrivs stjärnförmörkelser av en skev stoftskiva kring stjärnan.
År 2011 försvagadesAA Tauri med cirka två magnituder och har hållit sig på den svagare nivån sedan dess. Stjärnan blev också betydligt mer rodnad. Variationerna på åtta dygn fortsätter, med en maximal ljusstyrka nu runt magnituden 14 och magnituden 16,5 som svagast. Den teoretiska grundorsaken till denna mörkhet är en varp i ackretionsskivan, belägen på ett avstånd av 7,7 AE eller mer från centrum, som fördes in i siktlinjen genom dess elliptiska rörelse kring den centrala stjärnan.
I en rapport från 2003, åberopade Bouvier et al. den möjliga närvaron av ett substellärt objekt för att förklara märkliga och periodiska förmörkelser som inträffar hos den unga stjärnan var 8,3:e dygn, även om de ansåg det osannolikt att en sådan följeslagare kunde vara orsak till denna variation. De föreslog en massa på 20 gånger Jupiters massa hos det störande objektet och en omloppsseparation på 0,08 astronomiska enheter. Senare studier hittar dock inga bevis för en exoplanet, men istället hittas flera ringar med strömmar mellan dem.